# 拉特恩斯
拉特恩斯是奥地利福拉尔贝格州费尔德基希县的一个市镇。总面积43.79平方公里，总人口731人，人口密度16.7人/平方公里（2005年）。